# 쑨얏센 중국 정원
쑨얏센 중국 정원(영어: Dr. Sun Yat-Sen Classical Chinese Garden) 또는 중산 공원(중국어 간체자: 中山公园, 정체자: 中山公園, 병음: Zhōngshān Gōngyuán)은 캐나다 브리티시컬럼비아주 밴쿠버 캐럴가 578-524(578-524 Carrall Street)에 위치한 중국 고전 양식의 정원으로 중국 이외의 국가 및 지역에 지어진 최초의 중국 정원이다.
신해혁명을 주도한 중국의 혁명가인 쑨얏센(쑨원)에서 이름을 딴 이 정원은 자유롭게 이용할 수 있는 공공 정원과 입장료가 있는 정원으로 구성되어 있다. 정원의 목적은 중국인과 외국인과의 사이에서 이해의 다리를 유지하고 강화하는 것으로서 서양 문화에 있어서 중국 문화가 그 일부분으로서 어울리면서 지역 사회의 구성원으로 인식되기를 바라고 있다고 할 수 있다.

## 역사
중국 정부와 캐나다 정부 그리고 밴쿠버 현지의 중국인 지역 사회의 자금을 모아 1986년에 문을 열었다. 명나라 양식을 본뜬 중국 정원으로 알려져있으며, 한편 밴쿠버(Vancouver)의 기후와 쑤저우의 기후가 서로 유사하여 건설 현장 뿐만 아니라 식물이나 조경에 있어서도 중국의 정원 도시로 유명한 쑤저우시(蘇州市)의 기술자 52명이 작업에 참여한 것으로 알려져있다.

## 사진
|                                         |           |
| 쑨얏센(孫逸仙, 쑨원)을 기리는 중국 정원 | 실내 장식 |

|                                          |                                            |
| 쑨얏센 정원 호수에 비친 벤쿠버 도심-여름 | 쑨얏센 정원 호수에 비친 벤쿠버 도심-늦가을 |

## 같이 보기
- 졸정원
- 센트럴파크